# Dogfight (jeu vidéo, 1993)
Dogfight (publié sous le titre Air Duel: 80 Years of Dogfighting  aux États-Unis) est un jeu vidéo de simulation de vol de combat développé et publié par MicroProse en 1993 sur PC, Amiga et Atari ST. Le joueur y pilote des avions représentatifs de différentes périodes du XXe siècle incluant la Première Guerre mondiale, la Seconde Guerre mondiale, la guerre de Corée et la guerre du Viet Nam. Pour chaque période, le jeu propose différentes missions et offre la possibilité de simuler des combats personnalisés.

## Accueil
| Dogfight |      |       |
| Média    | Pays | Notes |
| Gen4     | FR   | 76 %  |
| Joystick | FR   | 70 %  |